# Marche pas sur ma virginité
Pour plus de détails, voir Fiche technique et Distribution.
Marche pas sur ma virginité (titre original : La moglie vergine) est un film italien réalisé par Marino Girolami — crédité comme Franco Martinelli — sorti en 1975.

## Synopsis
Après leur lune de miel, Giovannino et Valentina rentrent chez eux à Iseo, une petite ville sur le lac du même nom. Les y attendent l’oncle de Giovannino, Federico, un coureur de jupons qui poursuit toutes les femmes de la maison (il le dit lui-même : dès qu’il voit une jolie paire de fesses, il ne se contrôle plus) et sa sœur Lucia, la mère de Valentina, une femme collet monté, sévère et rigoureuse. Mais dans la vie des jeunes mariés il y a un problème, Giovannino est impuissant et Valentina, qui se désole d’être encore vierge, confie son problème à sa mère laquelle, indignée, va en parler à l’oncle Frédéric. Ce dernier reste pantois car, avant le mariage, Giovannino lui ressemblait tout à fait. Il s’entend donc avec les bonnes pour rendre à son neveu les bonnes habitudes d’autrefois, mais sans succès.
Pendant ce temps, Valentina est courtisée par Caldura, un avocat qui, comme tout le monde dans le village a entendu parler du « problème » de son mari, mais Valentina le repousse : même si elle en a assez d’être vierge, elle veut être fidèle à son mari. Pour compliquer encore la situation, Gianfranco, le frère de Giovannino, et son épouse Brigitte sont deux passionnés du sexe qui rendent jaloux la pauvre Valentina. Par une nuit de pluie, après une dispute avec son mari, Valentina s’enfuit de la maison ; heureusement, elle est recueillie par Maurice, un jeune Français qui l’emmène dans son camp de nudistes, et là ils font l’amour, pour le plus grand bonheur de Valentina. Pendant ce temps, la mère de Valentina est partie à sa recherche en bateau avec Giovannino et tous deux se réfugient dans une vieille cabane où ils font l’amour, ce qui le guérit. À la fin tout se termine au mieux, puisque Giovannino est guéri et Valentina heureuse puisqu’elle n’est plus vierge.

## Fiche technique
- Genre : comédie érotique italienne
- Pays d'origine :  Italie

## Distribution
- Renzo Montagnani : Federico
- Edwige Fenech : Valentina
- Ray Lovelock : Giovannino Arrighini
- Antonio Guidi : Me Caldura, avocat
- Gabriella Giorgelli : Matilde
- Michele Gammino : Gianfranco Arrighini
- Florence Barnes : Brigitte
- Carroll Baker : Lucia
- Gianfranco De Angelis : Maurice
- Rosaura Marchi : Gabriella, la domestique
- Alessandro Maglio : lieutenant des carabinieri
- Gastone Pescucci : docteur
- Maria Rosaria Riuzzi : Camilla

## Crédit d'auteurs
- (it) Cet article est partiellement ou en totalité issu de l’article de Wikipédia en italien intitulé « La moglie vergine » (voir la liste des auteurs).